# Hofanlage Verdener Straße 30
Die Hofanlage Verdener Straße 30 (Bundesstraße 215) in Hassel (Weser) in der niedersächsischen Samtgemeinde Grafschaft Hoya stammt wohl aus dem 19. Jahrhundert.
Sie wird auch aktuell (2023) als landwirtschaftlicher Betrieb genutzt.
Die Gebäude stehen unter Denkmalschutz (siehe auch Liste der Baudenkmale in Hassel (Weser)).

## Beschreibung
Die Hofanlage besteht aus:
- dem eingeschossigen langen Wohn- und Wirtschaftsgebäude, vermutlich aus dem 19. Jahrhundert als Hallenhaus, in Fachwerk mit Steinausfachungen und mit schiefergedecktem Krüppelwalmdach,
- dem eingeschossigen verklinkerten Stallanbau mit Satteldach,
- dem eingeschossigen Stall mit Satteldach,
- der eingeschossigen Fachwerkscheune mit Steinausfachungen und mit Krüppelwalm,
- dem eingeschossigen Speicher mit Satteldach,
- dem eingeschossigen kleinen Stall mit Krüppelwalmdach
- sowie weiteren nicht denkmalgeschützten Nebengebäude.

Das Niedersächsische Landesamt für Denkmalpflege befand: „… geschichtliche Bedeutung … … .“